# Adelpha thesprotia
Espèce
Adelpha thesprotia  est une espèce de papillons de la famille des Nymphalidae, sous famille des Limenitidinae et du genre des Adelpha.

## Dénomination
Adelpha thesprotia a été décrit par Cajetan Freiherr von Felder et Rudolf Felder en 1867 sous le nom initial d' Heterochroa thesprotia.

### Noms vernaculaires
Adelpha thesprotia se nomme Thesprotia Sister en anglais.

## Description
Adelpha thesprotia est un papillon d'une envergure d'environe 55 mm au bord costal des ailes antérieures concave et au bord costal des postérieures festonné. Le dessus, marron foncé, présente aux ailes antérieures  une large bande orange qui se sépare près du bord costal laissant une tache marron arrondie et d'une bande blanche dans l'aire postdiscale aux ailes postérieures.
Le revers est marron cuivré rayé de gris clair avec la même bande blanche que sur le dessus, marquée aux ailes antérieures de veine cuivrées.

## Biologie
Sa biologie reste peu connue.

## Écologie et distribution
Adelpha thesprotia est présent en Bolivie, en Équateur, au Paraguay, au Pérou, au Brésil, au Surinam, au Guyana et en Guyane.

### Protection
Pas de statut de protection particulier.